# Шестаково (Смоленская область)
 Шестаково — деревня в Смоленской области России, в Кардымовском районе. Население — 196 жителей (2007 год). Расположена в центральной части области в 8,5 км к северо-востоку от районного центра, в 6 км к северу от автодороги Р134 «Старая Смоленская дорога» Смоленск — Дорогобуж — Вязьма — Зубцов, на берегу реки Орлея. В 4,5 километрах к северу от деревни станция Присельская железнодорожной линии Москва - Минск.
Входит в состав Шокинского сельского поселения.

## История
В 1762 году взамен обветшавшей церкви ротмистром Я. Д. Трубецким была построена новая деревянная церковь Святого пророка Илии. В 1859 году различали два населённых пункта: владельческое село Шестаково при реке Орлея — 7 дворов и 54 жителя, базар Илья Пустое (Пустой) – деревня — 8 дворов, 103 жителя. В 1880—1885 годах капитаном П. П. Потёмкиным построена новая каменная Ильинская церковь (сохранилась поныне). В 1885 году открыта школа с приютом. В 1904 году населённых пунктов уже становится 3: деревня Шестаково Присельской волости Духовщинского уезда, владельческая усадьба Шестаково, село Шестаково — 25 дворов 156 жителей, церковь, приходская школа, земская школа, ярмарка, лавки.
В 1943 году в деревне было казнено гитлеровцами несколько советских граждан. В 1975 году в карьере близ деревни были найдены останки 12 советских воинов, погибших в Великую Отечественную войну. Захоронены в братской могиле у сельского дома культуры. Установлен памятный знак.

## Экономика
Средняя школа, сельхозпредприятие «Шестаково», дом культуры, библиотека.

## Достопримечательности
- Памятник архитектуры: Церковь Ильинская, 1850—1855 гг.